# August Petermann
August Petermann   (Bleicherode, 18 d'abril de 1822 - Gotha, 25 de setembre de 1878) va ser un destacat cartògraf i geògraf alemany conegut per donar suport a la teoria del mar polar obert, un mar lliure de gels que se situaria al pol Nord.